# Dóra Hornyák
Dóra Hornyák, née le 24 janvier 1992 à Debrecen, est une handballeuse internationale hongroise évoluant au poste d'arrière gauche.

## Palmarès

### Club
compétitions internationales
- vainqueur de la Ligue des champions en 2013 et 2014 (avec Győri ETO KC)

compétitions nationales
- championne de Hongrie (NB I.) en 2013 et 2014 (avec Győri ETO KC)
- vainqueur de la coupe de Hongrie en 2013, 2014 (avec Győri ETO KC) et 2017 (avec Ferencváros TC)

### Sélection
autres
- finaliste du championnat d'Europe junior en 2009[2]